# KAREN (格闘家)
KAREN（カレン、2003年9月1日 - ）は、日本の女性総合格闘家。THE BLACKBELT JAPAN（パラエストラ柏から改称）所属。元ストロー級クィーン・オブ・パンクラシスト。かつては「Team DATE」所属の華蓮DATE（かれん でいと）として活動していた。
かつて所属していたPRAVAJRA（プラヴァージュラ）のDARANIとNØRIは実兄姉。

## 略歴
インド王族武術「マハーラージャカルーリカ」という武術をバックボーンとし、12歳で総合格闘技デビュー。アマチュア大会を含めれば20戦以上の実戦経験がある。
2017年3月26日、後楽園ホールで開催された『アイスリボンマーチ2017』に登場。2017年4月より女子プロレス団体アイスリボンに兼任所属し、プロレスデビューすることが発表された。
デビュー戦では豊田真奈美＆華DATEと組み、長崎まる子＆テキーラ沙弥＆松屋うの組と対戦。4月18日の会見では「豊田真奈美先輩は飛翔天女と言われていて、いつも指導してくださっている藤本つかさ先輩は飛翔天女2世と言われているので、私はプロレス新人1位になり、飛翔天女3世を目指したいと思います」と宣言した。
24日のデビュー戦では直接勝敗に絡まない形で勝利。丸め込みなどプロレス技に苦しめられるが、蹴り技、クロスヒールホールドなどの関節技で年齢を感じさせない試合運びと評された。
4月29日、埼玉・蕨でデビュー2戦目となる藤本つかさ＆松本都＆華DATE戦（パートナーは世羅りさ＆雪妃真矢）を行い、敗北。5月3日、ラジアントホールでの同門タッグマッチでは法DATEから7分10秒、カサドーラでタップを奪った。
5月5日、ラジアントホール大会での8人タッグイリミネーションマッチでは、初めてTeam DATE4姉妹全員でタッグを組み試合出場。長崎まる子＆テキーラ沙弥＆松屋うの＆トトロさつき組に勝利した。
2019年2月28日付でアイスリボンを退団した。
2021年6月27日、EDGEをパウンド連打によるTKOで下し、パンクラス3連勝を飾ったが、同日付で「Team DATE」を退団。
7月12日、DARANI（DARANI DATE改め）、NØRI（法DATE改め）らとともに立ち上げた新チーム「PRAVAJRA（プラヴァージュラ）」への移籍と新リングネーム「KAREN」への改名を発表。同時にtwitterとinstagramのアカウントを開設した。
2022年3月21日、PANCRASE326のストロー級クイーン・オブ・パンクラス・チャンピオンシップで現王者の藤野恵実の対戦。両脇を差されて金網に詰められる展開が続くも、4Rに藤野のテイクダウンを返すと、マウントからの肘打ちにより藤野が流血し、レフェリーストップによる王座獲得に成功。史上最年少のPANCRASE王者となった。
2022年12月25日、PANCRASE 330でソルトとノンタイトル戦で対戦し、0-3の判定負けを喫しプロ初敗戦となった。
2023年4月6日、パラエストラ柏への移籍を発表した。
2023年4月30日、PANCRASE 333のストロー級クイーン・オブ・パンクラスチャンピオンシップで挑戦者のソルトと対戦し、0-3の判定負けを喫し王座から陥落した。

## 人物
- デビュー戦で組んだ豊田真奈美のことを「豊田師匠」と呼んでいる。ハートが強く、倍以上年上の先輩に「プロレス舐めてるの？」と言われ、「言われれば言われるほど、燃えます」と返したことがある[18]。笑顔が自然に挑発的になっているところを、藤本つかさに評価されている[18]。

## 得意技
- 肘打ち
- 前蹴
- カサドーラ

## 戦績

### プロ総合格闘技
| 総合格闘技 戦績 | 総合格闘技 戦績 | 総合格闘技 戦績 | 総合格闘技 戦績 | 総合格闘技 戦績 | 総合格闘技 戦績 | 総合格闘技 戦績 |
| --------------- | --------------- | --------------- | --------------- | --------------- | --------------- | --------------- |
| 12 試合         | (T)KO           | 一本            | 判定            | その他          | 引き分け        | 無効試合        |
| 10 勝           | 4               | 1               | 5               | 0               | 0               | 0               |
| 2 敗            | 0               | 0               | 2               | 0               | 0               | 0               |

| 勝敗 | 対戦相手           | 試合結果                                          | 大会名                                                                    | 開催年月日     |
| ○    | エジナ・トラキナス | 5分3R終了 判定3-0                                 | PANCRASE 347                                                              | 2024年9月29日  |
| ○    | ホン・イェリン     | 5分3R終了 判定3-0                                 | PANCRASE 342                                                              | 2024年4月29日  |
| ○    | パク・ソヨン       | 1R 4:44 TKO（パウンド）                           | プロフェッショナル修斗公式戦 COLORS Vol.2                                 | 2023年12月2日  |
| ○    | 高本千代           | 5分3R終了 判定3-0                                 | PANCRASE 337                                                              | 2023年9月24日  |
| ×    | ソルト             | 5分5R終了 判定0-3                                 | PANCRASE 333 【ストロー級クイーン・オブ・パンクラス・チャンピオンシップ】 | 2023年4月30日  |
| ×    | ソルト             | 5分3R終了 判定0-3                                 | PANCRASE 330                                                              | 2022年12月25日 |
| ○    | 宝珠山桃花         | 5分3R終了 判定3-0                                 | PANCRASE 329                                                              | 2022年9月11日  |
| ○    | 藤野恵実           | 4R 3:18 TKO（レフェリーストップ：カットでの出血） | PANCRASE 326 【ストロー級クイーン・オブ・パンクラス・チャンピオンシップ】 | 2022年3月21日  |
| ○    | 新谷琴美           | 1R 1:39 TKO（ドクターストップ：カットでの出血）   | PANCRASE 324                                                              | 2021年10月17日 |
| ○    | EDGE               | 3R 1:10 TKO（グラウンドパンチ）                   | PANCRASE 322                                                              | 2021年6月27日  |
| ○    | 青木文菜           | 1R 4:22 チョークスリーパー                        | PANCRASE 319                                                              | 2020年10月25日 |
| ○    | DIANA              | 3分3R終了 判定3-0                                 | PANCRASE 311                                                              | 2019年12月08日 |

### アマチュア総合格闘技
| 勝敗 | 対戦相手   | 試合結果               | 大会名          | 開催年月日   |
| ○    | 三坂あゆみ | 2R 2:56 ハンマーロック | DEEP JEWELS 12  | 2016年6月5日 |
| ○    | 井之上弥生 | 4分2R終了 判定3-0      | CROSS×SESSION 2 | 2016年4月3日 |

## 獲得タイトル
- 第4代ストロー級クィーン・オブ・パンクラス王座（2022年）

## 出演

### バラエティ番組
- TeamDATE Road to ICERIBBON vol.4（2017年4月28日）
- TeamDATE Road to ICERIBBON vol.3（2017年4月22日）
- TeamDATE Road to ICERIBBON vol.2（2017年4月15日、ニコ生）
- TeamDATE Road to ICERIBBON vol.1（2017年4月12日、ニコ生）
- スポ1TV〜directed by SUW〜（2016年12月16日）
- FUJIYAMA FIGHT CLUB（2016年7月1日、CX）
- 世界の怖い夜（2016年1月25日、TBS）

### 舞台
- アリスインプロジェクト　魔銃ドナークロニクル　ヘメラ役(2016年9月28日～2016年10月2日　品川・六行会ホール)